# Maryam Zakaria

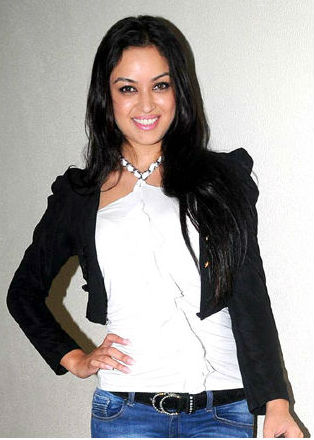
Maryam Zakaria, 2012

Maryam Zakaria (persiska: مریم زکریا), född 22 september 1984 i Teheran, Iran, är en iransk skådespelare och fotomodell som är verksam i Bollywood och Tollywood.
Maryam Zakaria arbetade som fotomodell, danslärare och koreograf i Sverige där hon etablerade Bollywood Dance School. Hon flyttade till Mumbai i Indien 2009 och började arbeta i Bollywood. Hon har även medverkat i teveshower och reklam, bland annat tillsammans med Imran Khan. Hon har bland annat medverkat i filmerna Paying Guests, Nagaram,  100% Love, Brahmigadi Katha, Madatha Kaja, Sadda Adda, Agent Vinod, Chakradhaar, Rowdy Rathore och Grand Masti.